# Пікани
Піка́ни (рос. Пиканы) — присілок в Зав'яловському районі Удмуртії, Росія.
Знаходиться над правим берегом річки Горюха, правої притоки річки Коньки, трохи північніше присілка Пальники. В межах присілку до Горюхи впадає її права притока — струмок Гарядський.
1964 року присілки Пальники та Пікани увійшли до складу Бабинської сільської ради Зав'яловського району.
Населення — 36 осіб (2010; 40 в 2002).
Національний склад станом на 2002 рік:
- росіяни — 55 %
- удмурти — 45 %